# Codo … düse im Sauseschritt

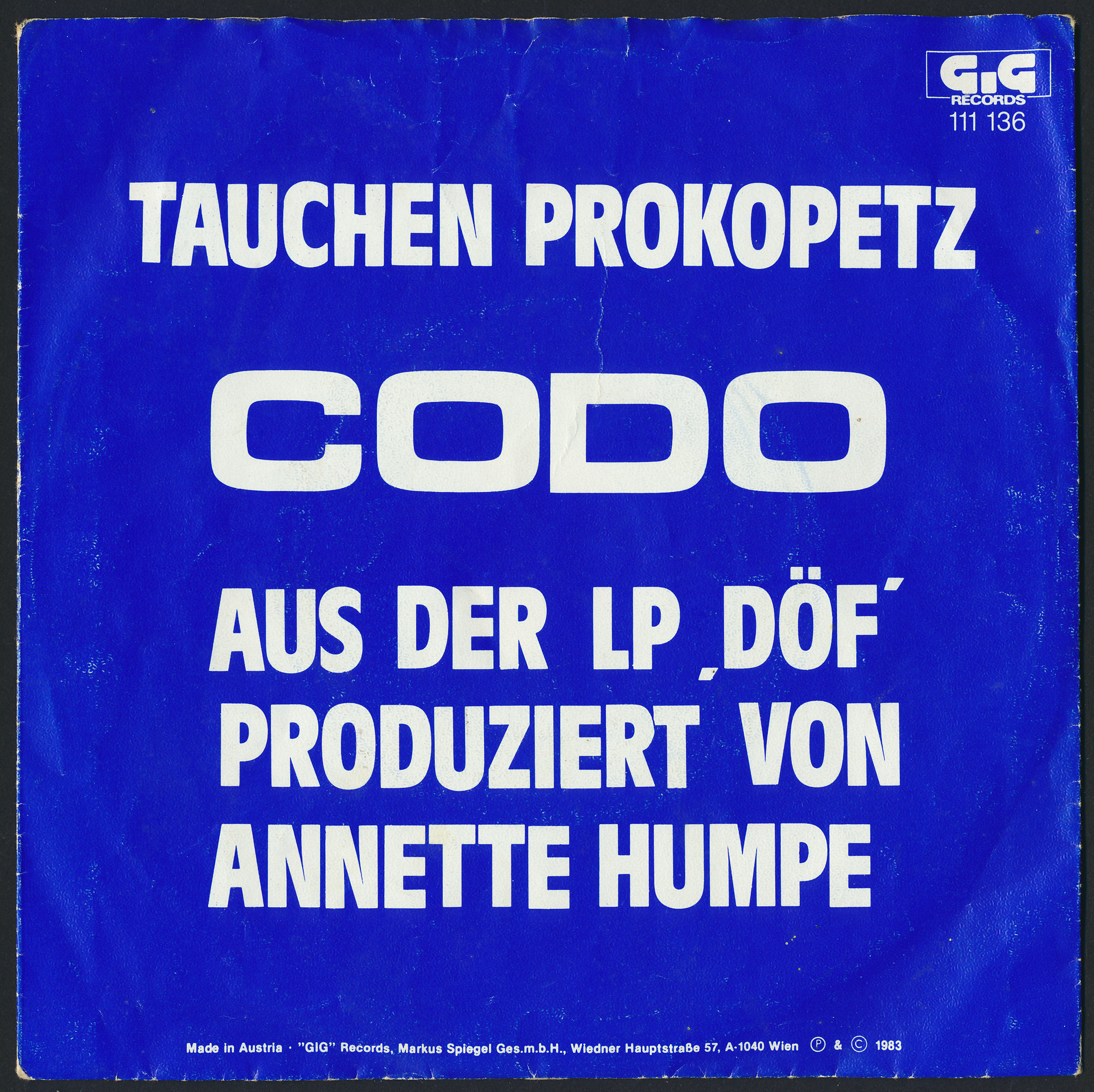
Österreichisches Singlecover von 1983

Codo … düse im Sauseschritt ist ein NDW-Lied der Band Deutsch-Österreichisches Feingefühl (DÖF) aus dem Jahr 1983. Text und Musik stammen von den DÖF-Mitgliedern Josef Prokopetz und Manfred Tauchen sowie der deutschen Sängerin Annette Humpe; als weiterer Texter fungierte Georg Januszewski. Humpe war neben ihrer Autorentätigkeit auch für die Produktion zuständig. Ihre Schwester Inga Humpe sang den Refrain des Liedes. Die Single wurde in mehreren europäischen Ländern ein Nummer-eins-Hit und verkaufte sich 1,2 Millionen Mal.

## Inhalt
Der Liedtext handelt von einem raumfahrenden Sternbewohner namens Codo, was laut Joesi Prokopetz eine Abkürzung für „Cosmischer Dolm“ (in österreichischer Umgangssprache etwa Depp) ist. Codo kommt in die Nähe der Erde und bringt gegen den Widerstand des regierenden „Herrn des Hasses“ die verbotene Liebe wieder zur Erde zurück. Der Refrain Und ich düse, düse, düse, düse im Sauseschritt wird von DÖF-Mitglied Inga Humpe gesungen, die im Musikvideo das Wesen Codo im Glitzerkostüm auf einer Schaukel sitzend darstellt. Für sie war Codo „ein außerirdisches Wesen ohne bestimmtes Geschlecht, das den Hass überwindet und uns verstreßten und negativ eingestellten Menschen alles bringt, was wir vermissen: gute Laune, Witz, Charme und vor allem Liebe“. Aufgrund dieser Handlung wird das Lied auch als Science-Fiction-Parodie bezeichnet.

## Veröffentlichung

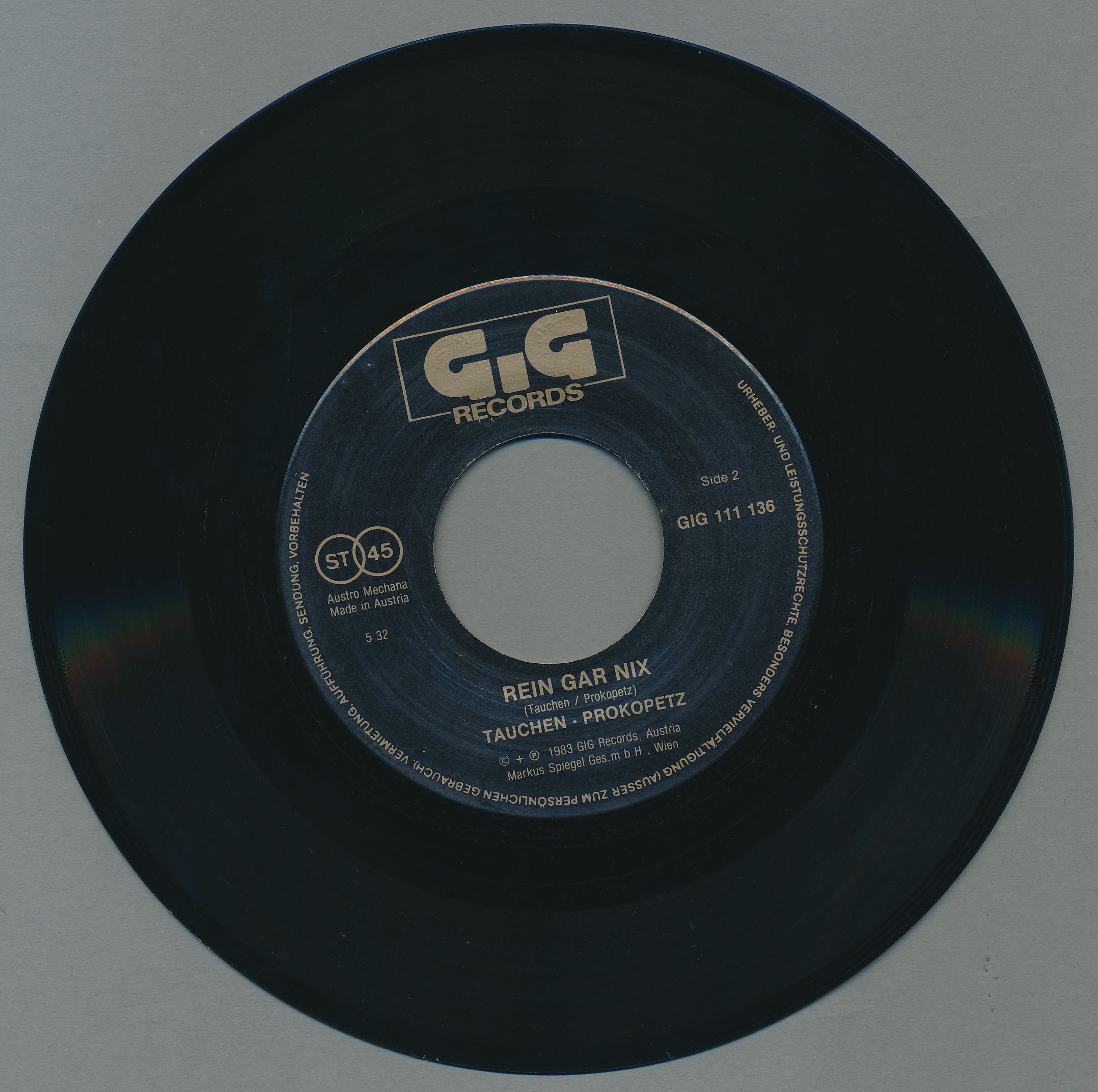
Rein gar nix. B-Seite der GiG-Records-Single von 1983

Die B-Seite der Single enthält das 5:32 Minuten lange gesprochene Kabarettstück Rein gar nix: Zwei Ansager versuchen darin, die Zuhörer davon zu überzeugen, die falsch herum aufgelegte Platte umzudrehen. Außerdem gibt es eine Maxi-Single, worauf sich eine 5:11 Minuten lange Version von Codo befindet. Codo erschien auch auf dem Album DÖF, das sich im deutschsprachigen Raum über 500.000 Mal verkaufte. Des Weiteren existiert eine jiddisch-englische Version unter dem Namen Cojdoj, the Flying Schissel auf der B-Seite der Single Love Me. Die GiG-Records-Cover sind blau mit weißer Schrift, das Artwork der WEA-Records-Ausgaben stammt von Manfred Deix.

## Kommerzieller Erfolg

### Chartplatzierungen
Die Single wurde ein Nummer-eins-Hit in Deutschland (fünf Wochen), Österreich, Niederlande und in Belgien und verkaufte sich 1,2 Millionen Mal.
| ChartsChartplatzierungen | Höchstplatzierung | Wochen |
| ------------------------ | ----------------- | ------ |
| Deutschland (GfK)        | 1 (18 Wo.)        | 18     |
| Österreich (Ö3)          | 1 (16 Wo.)        | 16     |
| Schweiz (IFPI)           | 4 (12 Wo.)        | 12     |

| ChartsJahrescharts (1983) | Platzierung |
| ------------------------- | ----------- |
| Deutschland (GfK)         | 6           |
| Österreich (Ö3)           | 4           |
| Schweiz (IFPI)            | 9           |

### Auszeichnungen für Musikverkäufe
| Land/Region        | Auszeichnungen für Musikverkäufe (Land/Region, Auszeichnung, Verkäufe) | Verkäufe |
| ------------------ | ---------------------------------------------------------------------- | -------- |
| Deutschland (BVMI) | Gold                                                                   | 250.000  |
| Insgesamt          | 1× Gold ·                                                              | 250.000  |

## Coverversionen
- 1994: Kosmos feat. Mary K.
- 2004: Massiv in Mensch
- 2024: Dawson, Niedecken, Stoppok

### Reminiszenz
Das Lied Sklave der Gruppe Kraftklub (vom Album Keine Nacht für Niemand, 2017) enthält Reminiszenzen an andere Lieder, darunter auch Codo. Die Passage „Business, Ich mache Business. Ich bin der Boss“ imitiert Metrum, Wortklang und Betonung eines Parts in Codo („Hässlich, ich bin so hässlich, [so grässlich hässlich,] ich bin der Hass!“).

## Urheberrechtsstreit

### Plagiatsvorwürfe
Um die Melodie des Titels erhob sich nach 1983 ein Urheberrechtsstreit, da das Lied nach Ansicht von Holger Biege auf eine seiner Kompositionen zurückgeht, den Titel Küss mich und lieb mich, gesungen von Gerd Christian in der DDR. Laut der Schilderung von Bieges Witwe Cordelia erfuhr Biege nach seiner Flucht aus der DDR 1983 durch Zufall, dass Annette Humpe die Melodie ganz bewusst kopiert und sich dabei sogar über Ossis lustig gemacht habe, die gegen so ein Plagiat sowieso nichts machen könnten. Dies war für Biege der Anlass zum Plagiatsverfahren. Es existieren widersprüchliche Angaben darüber, welche Seite in der ersten Instanz Recht bekam. Nach Berufung ging das Verfahren in die zweite Instanz, in der ein Vergleich vorgeschlagen wurde, woraufhin Biege auf weitere rechtliche Schritte verzichtete. Laut Joesi Prokopetz unterlag Biege in beiden Verfahren.

### Ähnlichkeiten zur „Buffy“–Titelmelodie
Die als Buffy Theme bezeichnete Titelmusik der zwischen 1997 und 2003 ausgestrahlten US-amerikanischen Fernsehserie Buffy – Im Bann der Dämonen weist eine deutliche Ähnlichkeit zu der der auf „uh“ gesungenen Melodielinie von Codo auf, die im Original zuerst nach 50 Sekunden auftritt und mehrfach vorkommt. Darauf angesprochen, gab Steve Sherlock, Mitglied der US-amerikanischen Alternative-Rock-Band Nerf Herder, der diese Melodie komponiert hatte, 2006 in einem Interview an, er habe „noch nie von DÖF gehört“ und die Ähnlichkeit sei „zufällig“.